# Ekinözü (district)
Ekinözü ligt in de provincie Kahramanmaraş, in Turkije. Het district telt 17.102 inwoners (2000). Het is het district met het minst aantal inwoners van de provincie Kahramanmaraş. 6.808 mensen wonen in het stadje Ekinözü zelf. De oppervlakte van het district Ekinözü is 595 km² (bevolkingsdichtheid: 29 inw/km²).
In Ekinözü is een kuuroord met thermale baden, afkomstig van 3 natuurlijke bronnen.
Afşin · Andırın · Çağlayancerit · Ekinözü · Elbistan · Kahramanmaraş · Göksun · Nurhak · Pazarcık · Türkoğlu